# KDrew
Kevin Nicholas Drew, más conocido como KDrew, es un productor discográfico y disc jockey estadounidense. KDrew produce principalmente EDM y es quizás más conocido por sus remezclas para Zedd y Lady Gaga, aunque sus discos originales Bullseye y Circles han generado millones de reproducciones en línea. The Boston Celtics] of the NBA currently use "Circles" as the intro music for their home games at TD Garden. KDrew también ha hecho remezclas oficiales para Nelly Furtado, Adventure Club], T.I.] y otros y colaboró con Taryn Manning on "Summer Ashes", que se publicó el 23 de julio de 2013. El 5 de febrero de 2015 MTV estrenó el video musical de KDrew para "Let Me Go". KDrew actuó en el Festival Global de Danza en Red Rocks Amphitheatre. El coescribió la canción "I Want You to Know", de Zedd con Selena Gomez, junto a Zedd y Ryan Tedder. KDrew también aparece como productor adicional en los temas "Done With Love" y "Straight Into the Fire" del álbum de Zedd True Colors. KDrew coprodujo dos canciones en el álbum Breathe In. Breathe Out. de Hilary Duff Breathe In. Breathe Out., "Confetti" y "Arms Around a Memory".